# La Vacquerie
La Vacquerie ist eine Ortschaft und eine ehemalige französische Gemeinde mit 313 Einwohnern (Stand: 1. Januar 2022) im Département Calvados in der Region Normandie. Sie gehörte zum Arrondissement Bayeux.
Mit Wirkung vom 1. Januar 2017 wurden die früheren Gemeinden Caumont-l’Éventé, Livry und La Vacquerie zu  einer Commune nouvelle mit dem Namen Caumont-sur-Aure zusammengelegt und haben in der neuen Gemeinde den Status einer Commune déléguée. Der Verwaltungssitz befindet sich im Ort Caumont-l’Éventé.

## Nachbarorte
Sie grenzte an Sallen im Norden und im Nordosten, an Caumont-l’Éventé im Osten, Sept-Vents im Südosten, La Lande-sur-Drôme im Süden, Biéville im Südwesten und Vidouville im Nordwesten.

## Bevölkerungsentwicklung

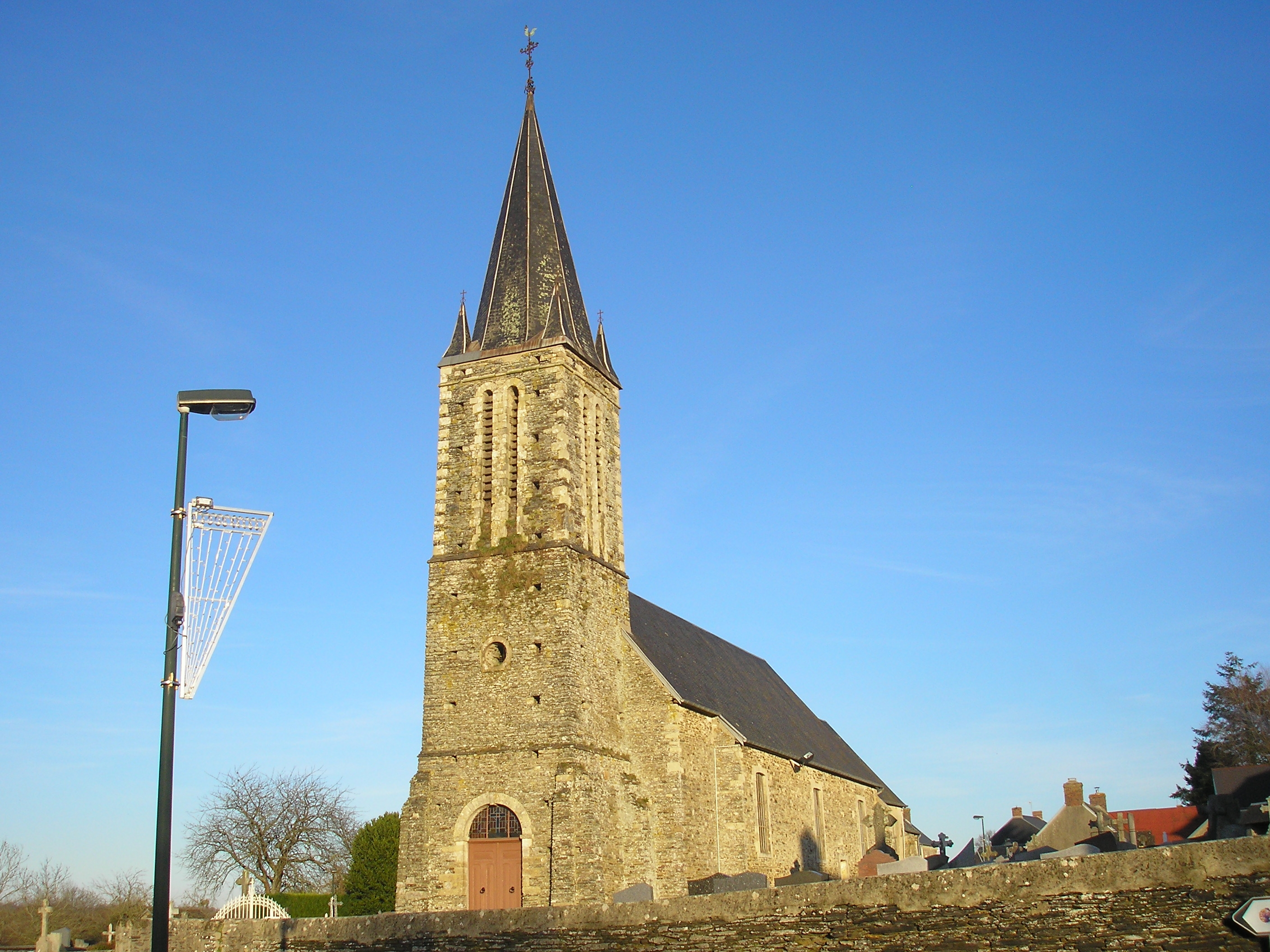
Kirche Saint-Sulpice

| Jahr      | 1962 | 1968 | 1975 | 1982 | 1990 | 1999 | 2008 |
| --------- | ---- | ---- | ---- | ---- | ---- | ---- | ---- |
| Einwohner | 349  | 324  | 275  | 265  | 300  | 298  | 274  |